# ジョン・ベイツ・クラーク賞
ジョン・ベイツ・クラーク賞(John Bates Clark Medal)は、1947年以降アメリカ経済学会が授与している経済学賞である。賞の名前は、アメリカにおける近代経済学の創始者であるジョン・ベイツ・クラーク（コロンビア大学教授、1895－1913）に因む。対象となるのは40歳以下のアメリカの経済学者であり、かつては隔年且つ生涯に一度しか授与されなかったことから、アメリカの経済学者にとっては、ノーベル経済学賞より受賞が難しいとも言われている（ただし、2010年からは毎年授与されるようになっている）。
2024年9月現在で、受賞者総数46名中15名（32.6％）が後に、ノーベル経済学賞を受賞していることから、数ある経済学賞の中でも最もノーベル賞に近い賞とされている。経済学における最高の賞の一つである。
第1回受賞者のポール・サミュエルソン以下、ミルトン・フリードマン、ゲーリー・ベッカー、比較的最近の例ではジョセフ・E・スティグリッツ、ジェームズ・ヘックマンといった面々が受賞している。
同賞受賞からノーベル賞受賞までの最短記録は、ケネス・アローの15年で、最長記録は、ジェームス・トービンとロバート・ソローの26年である。平均は、22年である。ポール・サミュエルソンは、同賞（32歳）最年少受賞記録保持者である。
2007年には、初の女性受賞者が誕生した。

## 過去の受賞者
| 年   | 受賞者                         | 所属（受賞時）                   | 出身 (博士号)                          | 国籍                   | ノーベル賞 |
| ---- | ------------------------------ | -------------------------------- | -------------------------------------- | ---------------------- | ---------- |
| 1947 | ポール・サミュエルソン         | マサチューセッツ工科大学         | ハーバード大学                         | アメリカ合衆国         | 1970       |
| 1949 | ケネス・E・ボールディング      | ミシガン大学                     | オックスフォード大学                   | アメリカ合衆国         |            |
| 1951 | ミルトン・フリードマン         | シカゴ大学                       | コロンビア大学                         | アメリカ合衆国         | 1976       |
| 1955 | ジェームズ・トービン           | イェール大学                     | ハーバード大学                         | アメリカ合衆国         | 1981       |
| 1957 | ケネス・アロー                 | スタンフォード大学               | コロンビア大学                         | アメリカ合衆国         | 1972       |
| 1959 | ローレンス・クライン           | ペンシルバニア大学               | マサチューセッツ工科大学               | アメリカ合衆国         | 1980       |
| 1961 | ロバート・ソロー               | マサチューセッツ工科大学         | ハーバード大学                         | アメリカ合衆国         | 1987       |
| 1963 | ヘンドリック・ハウタッカー     | ハーバード大学                   | アムステルダム大学                     | オランダ               |            |
| 1965 | ツヴィ・グリリカス             | ハーバード大学                   | シカゴ大学                             | イスラエル             |            |
| 1967 | ゲーリー・ベッカー             | シカゴ大学                       | シカゴ大学                             | アメリカ合衆国         | 1992       |
| 1969 | マーク・ナーラブ               | イェール大学                     | ジョンズ・ホプキンズ大学               | アメリカ合衆国         |            |
| 1971 | デール・ジョルゲンソン         | ハーバード大学                   | ハーバード大学                         | アメリカ合衆国         |            |
| 1973 | フランクリン・M. フィッシャー  | マサチューセッツ工科大学         | ハーバード大学                         | アメリカ合衆国         |            |
| 1975 | ダニエル・マクファデン         | カリフォルニア大学バークレー校   | ミネソタ大学                           | アメリカ合衆国         | 2000       |
| 1977 | マーティン・フェルドシュタイン | ハーバード大学                   | オックスフォード大学                   | アメリカ合衆国         |            |
| 1979 | ジョセフ・E・スティグリッツ    | プリンストン大学                 | マサチューセッツ工科大学               | アメリカ合衆国         | 2001       |
| 1981 | マイケル・スペンス             | ハーバード大学                   | ハーバード大学                         | アメリカ合衆国         | 2001       |
| 1983 | ジェームズ・ヘックマン         | シカゴ大学                       | プリンストン大学                       | アメリカ合衆国         | 2000       |
| 1985 | ジェリー・A・ハウスマン        | マサチューセッツ工科大学         | オックスフォード大学                   | アメリカ合衆国         |            |
| 1987 | サンフォード・J・グロスマン    | プリンストン大学                 | シカゴ大学                             | アメリカ合衆国         |            |
| 1989 | デイヴィッド・クレプス         | スタンフォード大学               | スタンフォード大学                     | アメリカ合衆国         |            |
| 1991 | ポール・クルーグマン           | マサチューセッツ工科大学         | マサチューセッツ工科大学               | アメリカ合衆国         | 2008       |
| 1993 | ローレンス・サマーズ           | 世界銀行                         | ハーバード大学                         | アメリカ合衆国         |            |
| 1995 | デヴィッド・カード             | カリフォルニア大学バークレー校   | プリンストン大学                       | カナダ                 | 2021       |
| 1997 | ケビン・M・マーフィー          | シカゴ大学                       | シカゴ大学                             | アメリカ合衆国         |            |
| 1999 | アンドレ・シュライファー       | ハーバード大学                   | マサチューセッツ工科大学               | アメリカ合衆国         |            |
| 2001 | マシュー・ラビン               | カリフォルニア大学バークレー校   | マサチューセッツ工科大学               | アメリカ合衆国         |            |
| 2003 | スティーヴン・レヴィット       | シカゴ大学                       | マサチューセッツ工科大学               | アメリカ合衆国         |            |
| 2005 | ダロン・アセモグル             | マサチューセッツ工科大学         | ロンドン・スクール・オブ・エコノミクス | トルコ・アメリカ合衆国 | 2024       |
| 2007 | スーザン・エイシー             | スタンフォード大学               | スタンフォード大学                     | アメリカ合衆国         |            |
| 2009 | エマニュエル・サエズ           | カリフォルニア大学バークレー校   | マサチューセッツ工科大学               | フランス               |            |
| 2010 | エスター・デュフロ             | マサチューセッツ工科大学         | マサチューセッツ工科大学               | フランス               | 2019       |
| 2011 | ジョナサン・レビン             | スタンフォード大学               | マサチューセッツ工科大学               | アメリカ合衆国         |            |
| 2012 | エイミー・フィンケルスタイン   | マサチューセッツ工科大学         | マサチューセッツ工科大学               | アメリカ合衆国         |            |
| 2013 | ラジ・チェティ                 | ハーバード大学                   | ハーバード大学                         | アメリカ合衆国         |            |
| 2014 | マシュー・ジェンツコウ         | シカゴ大学                       | ハーバード大学                         | アメリカ合衆国         |            |
| 2015 | ローランド・G・フライヤー・Jr  | ハーバード大学                   | ペンシルベニア州立大学                 | アメリカ合衆国         |            |
| 2016 | ユリ・サニコフ                 | プリンストン大学                 | スタンフォード大学                     | ウクライナ             |            |
| 2017 | デイブ・ドナルドソン           | スタンフォード大学               | ロンドン・スクール・オブ・エコノミクス | カナダ                 |            |
| 2018 | パラグ・パサク                 | マサチューセッツ工科大学         | ハーバード大学                         | アメリカ合衆国         |            |
| 2019 | エミ・ナカムラ                 | カリフォルニア大学バークレー校   | ハーバード大学                         | アメリカ合衆国・カナダ |            |
| 2020 | メリッサ・デル                 | ハーバード大学                   | マサチューセッツ工科大学               | アメリカ合衆国         |            |
| 2021 | イサイア・アンドリュース       | ハーバード大学                   | マサチューセッツ工科大学               | アメリカ合衆国         |            |
| 2022 | オレグ・イツコキ               | カリフォルニア大学ロサンゼルス校 | ハーバード大学                         | ロシア・アメリカ合衆国 |            |
| 2023 | ガブリエル・ズックマン         | カリフォルニア大学バークレー校   | パリ経済学院                           | フランス               |            |
| 2024 | フィリップ・シュトラック       | ボン大学                         | イェール大学                           | ドイツ                 |            |